# Artjom Anatoljewitsch Besrodny
Artjom Anatoljewitsch Besrodny (russisch Артём Анато́льевич Безро́дный; * 10. Februar 1979 in Sumy; † 13. September 2016 ebenda), teilweise auch unter der englischen Transkription Artyom Bezrodny bekannt, war ein in der Ukraine geborener russischer Fußballspieler.

## Sportlicher Werdegang
Besrodny begann seine Profikarriere bei Spartak Moskau, wo er zunächst hauptsächlich in der Reservemannschaft und nur vereinzelt in der in der Obersten Division antretenden Wettkampfmannschaft zum Einsatz kam. Im Sommer 1997 wechselte er nach Deutschland, wo sich der Bundesligist Bayer 04 Leverkusen seine Dienste sicherte. Hier kam der Nachwuchsspieler jedoch nicht über die in der drittklassigen Regionalliga spielende Reservemannschaft hinaus, so dass er zum Jahreswechsel zum Zweitligisten KFC Uerdingen transferiert wurde. Dort blieb ihm ebenfalls ein Profieinsatz verwehrt.
Im Sommer 1998 kehrte Besrodny zu Spartak Moskau zurück. Hier avancierte er zum Nationalspieler, im September 1999 setzte ihn Nationaltrainer Oleg Iwanowitsch Romanzew beim 2:1-Auswärtserfolg der russischen Nationalmannschaft durch Tore von Wiktor Saweljewitsch Onopko gegen Andorra im Rahmen der Qualifikation zur Europameisterschaftsendrunde 2000 als Einwechselspieler für Dmitri Anatoljewitsch Alenitschew ein. Dies blieb sein einziger Länderspieleinsatz. Erfolgreicher war er auf Vereinsebene, wo er  mit Spartak bis 2004 mehrere Titel holte. Zwischen 1998 und 2001 wurde er vier Mal in Folge Meister, 2003 gewann er zudem den Landespokal. 2005 ließ er seine Karriere in Aserbaidschan beim FK Mil-Muğan ausklingen.
Im September 2016 verstarb Besrodny im Alter von 37 Jahren, als er beim Joggen einen Herzinfarkt erlitt.